# Wexford Football Club
Maillots
Actualités
Wexford Football Club est un club irlandais de football. Le club est basé à Crossabeg, petit village de la banlieue proche de Wexford. Il dispute ses matchs au Ferrycarrig Park. Il participe au championnat d'Irlande de football depuis 2007 date à laquelle il a reçu une licence par la fédération d'Irlande de football. Il accède pour la toute première fois à la Premier Division pour la saison 2016. Au départ tout habillé de noir, le club joue maintenant avec des maillots roses et noirs.

## Histoire
Wexford Youths Football Club est une création de l'ancien TD Mick Wallace. Il en est propriétaire et en a construit le complexe sportif.
Ses couleurs ont été choisies par Mick Wallace en hommage au Palerme Football Club tandis que le blason s'inspire du Torino FC dont il est un fervent supporter.
Le club a construit son équipe sur des joueurs formés au club, venant des équipes de jeunes.
Quelques jours avant le lancement de la saison 2017, le club change de nom et opte pour le Wexford Football Club.

## Section féminine
Le club a compte une section de football féminin. L'équipe première dispute le championnat d'Irlande de football féminin depuis sa création en 2011. Cela en fait le seul club professionnel avec les Shamrock Rovers de Dublin à avoir deux équipes professionnelles.
L'équipe remporte la Coupe de la Ligue d'Irlande en 2014 et réalise le doublé Coupe/Championnat en 2015.

## Palmarès

### Équipe féminine
- Championnat d'Irlande de football féminin (4)
  - Vainqueur en 2014-2015, 2015-2016, 2017 et 2018
- Coupe d'Irlande féminine de football (2)
  - Vainqueur en 2015 et 2018
- Coupe de la Ligue d'Irlande (2)
  - Vainqueur en 2014 et 2015

### Équipe masculine
- Championnat d'Irlande de football deuxième division
  - Vainqueur en 2015

## Identité visuelle

Ancien logo
Logo actuel